# Leichtathletik-Europameisterschaften 2018/1500 m der Frauen

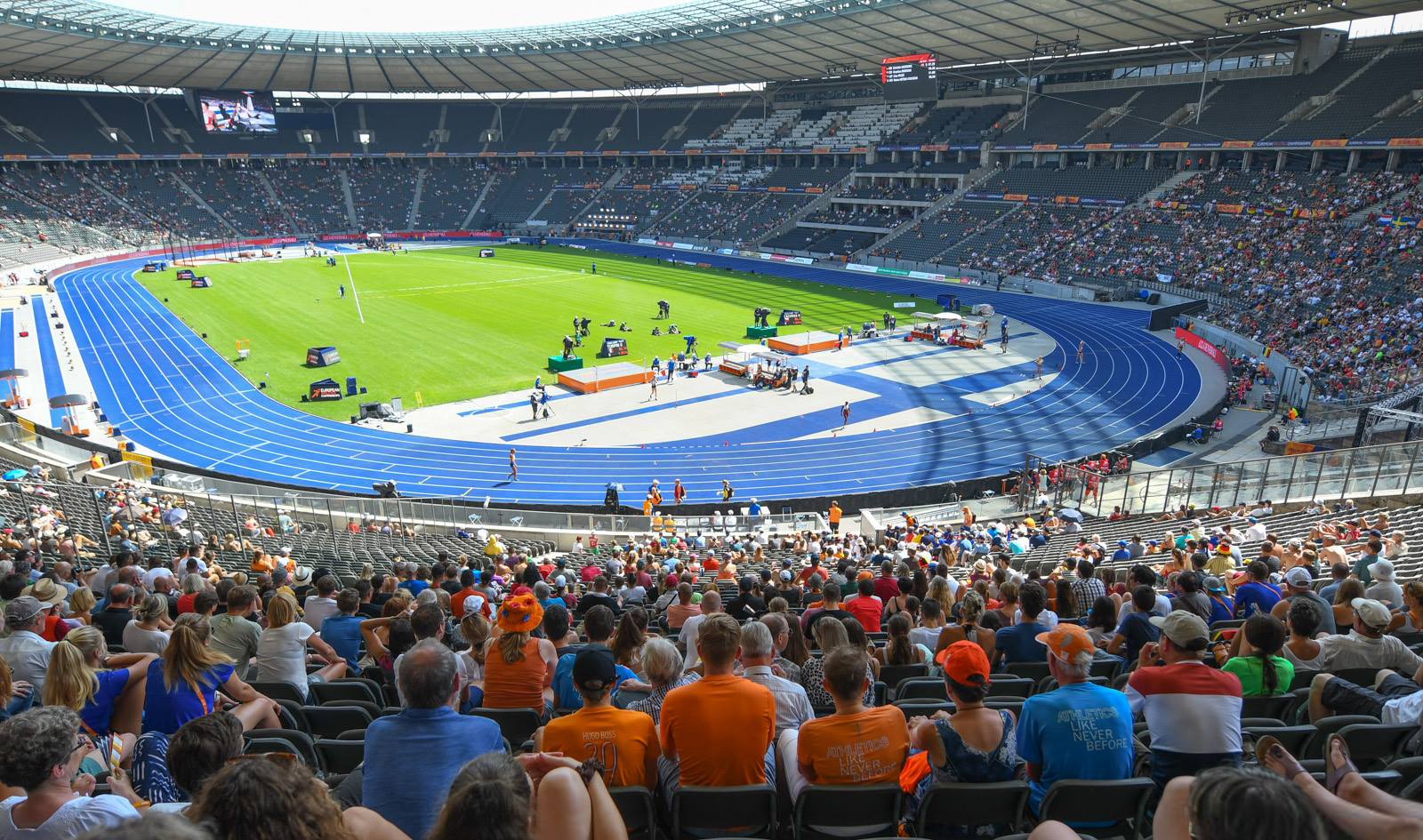
Das Berliner Olympiastadion am 9. August 2018

Der 1500-Meter-Lauf der Frauen bei den Leichtathletik-Europameisterschaften 2018 fand am 10. und 12. August im Olympiastadion in der deutschen Hauptstadt Berlin statt.
Europameisterin wurde die Britin Laura Muir. Die Polin Sofia Ennaoui belegte den zweiten Platz. Laura Weightman, wie die Siegerin aus Großbritannien, gewann die Bronzemedaille.

## Rekorde
| Weltrekord           | 3:50,07 min | Genzebe Dibaba     | Monaco                | 17. Juli 2015   |
| Europarekord         | 3:52,47 min | Tatjana Kasankina  | Zürich, Schweiz       | 13. August 1980 |
| Meisterschaftsrekord | 3:56,91 min | Tatjana Tomaschowa | EM Göteborg, Schweden | 13. August 2006 |

Der bestehende EM-Rekord wurde bei diesen Europameisterschaften nicht erreicht. Die Rennen waren ausnahmslos auf eine Spurtentscheidung angelegt, sodass keine Topzeiten zustande kamen. Die schnellste Zeit erzielte die britische Europameisterin Laura Muir im Finale mit 4:02,32 min, womit sie 5,41 s über dem Rekord blieb. Zum Europarekord fehlten ihr 9,85 s, zum Weltrekord 12,25 s.

## Legende
Kurze Übersicht zur Bedeutung der Symbolik – so üblicherweise auch in sonstigen Veröffentlichungen verwendet:
| PB | Persönliche Bestleistung       |
| SB | Persönliche Saisonbestleistung |

## Vorläufe
Aus den beiden Vorläufen qualifizierten sich die jeweils vier Ersten jedes Laufes – hellblau unterlegt – und zusätzlich die vier Zeitschnellsten – hellgrün unterlegt – für das Finale.

### Vorlauf 1

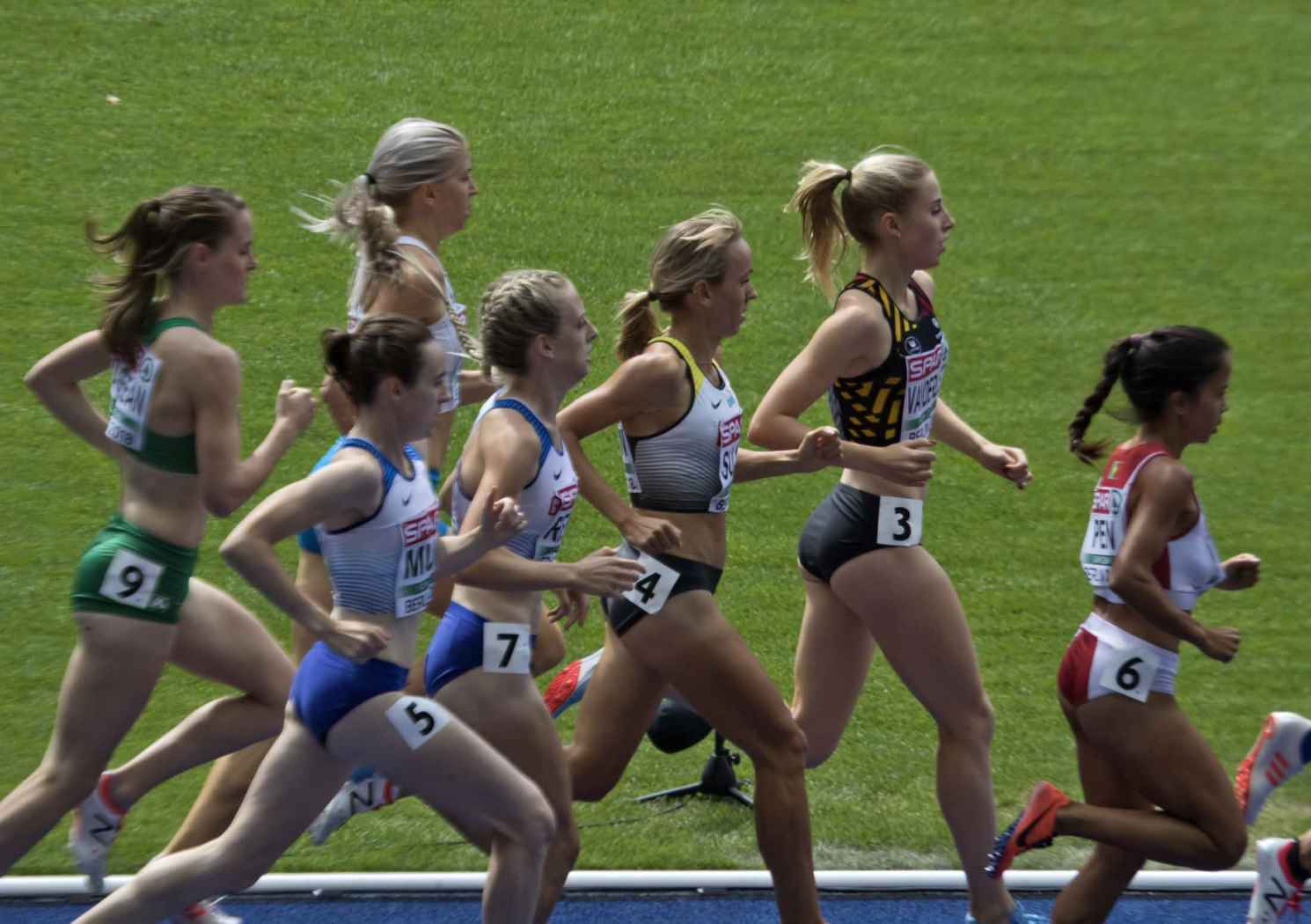
Das Feld der 1500-Meter-Läuferinnen im ersten Vorlauf
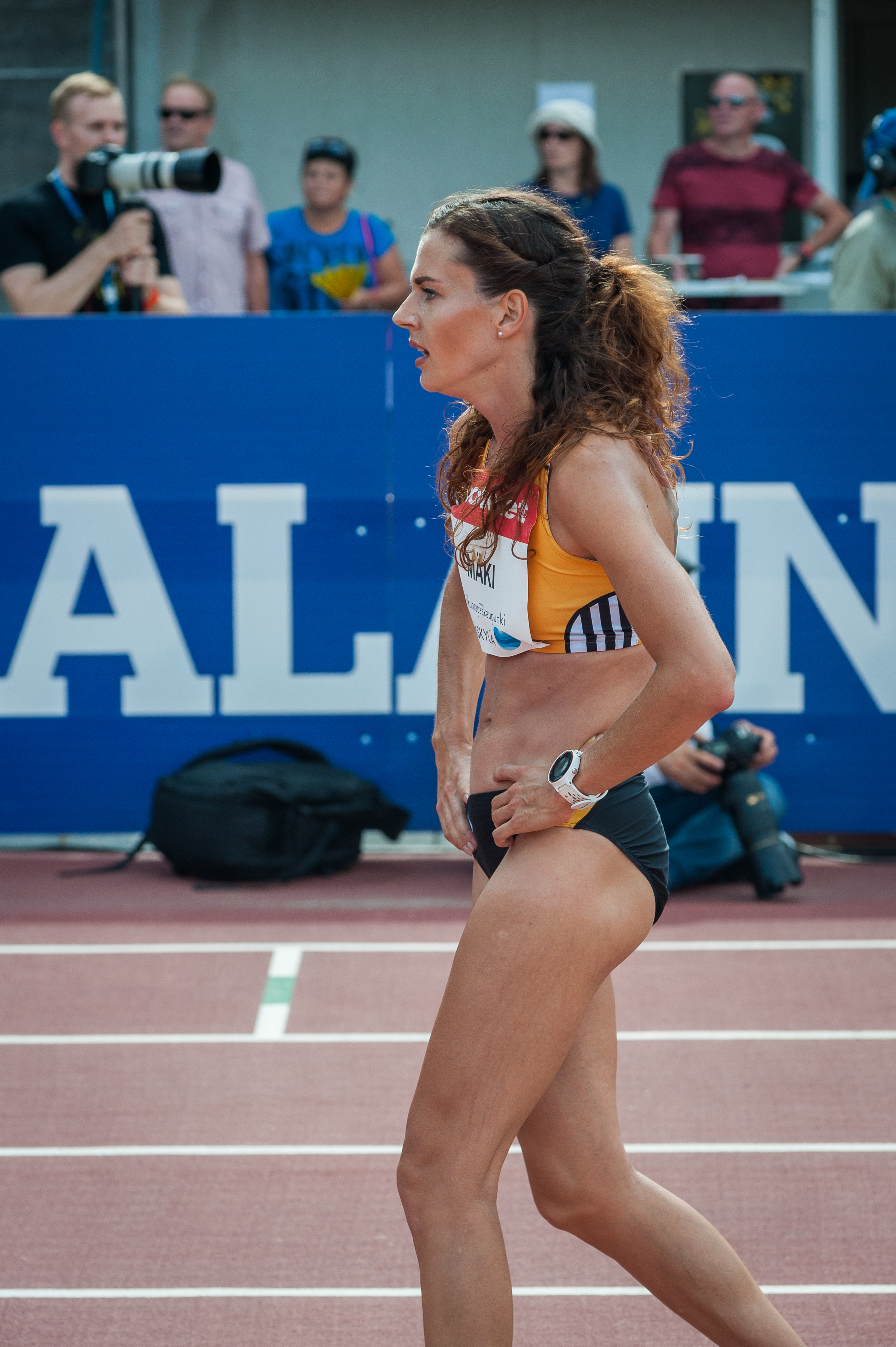
Kristiina Mäki schied als Siebte des ersten Vorlaufs aus
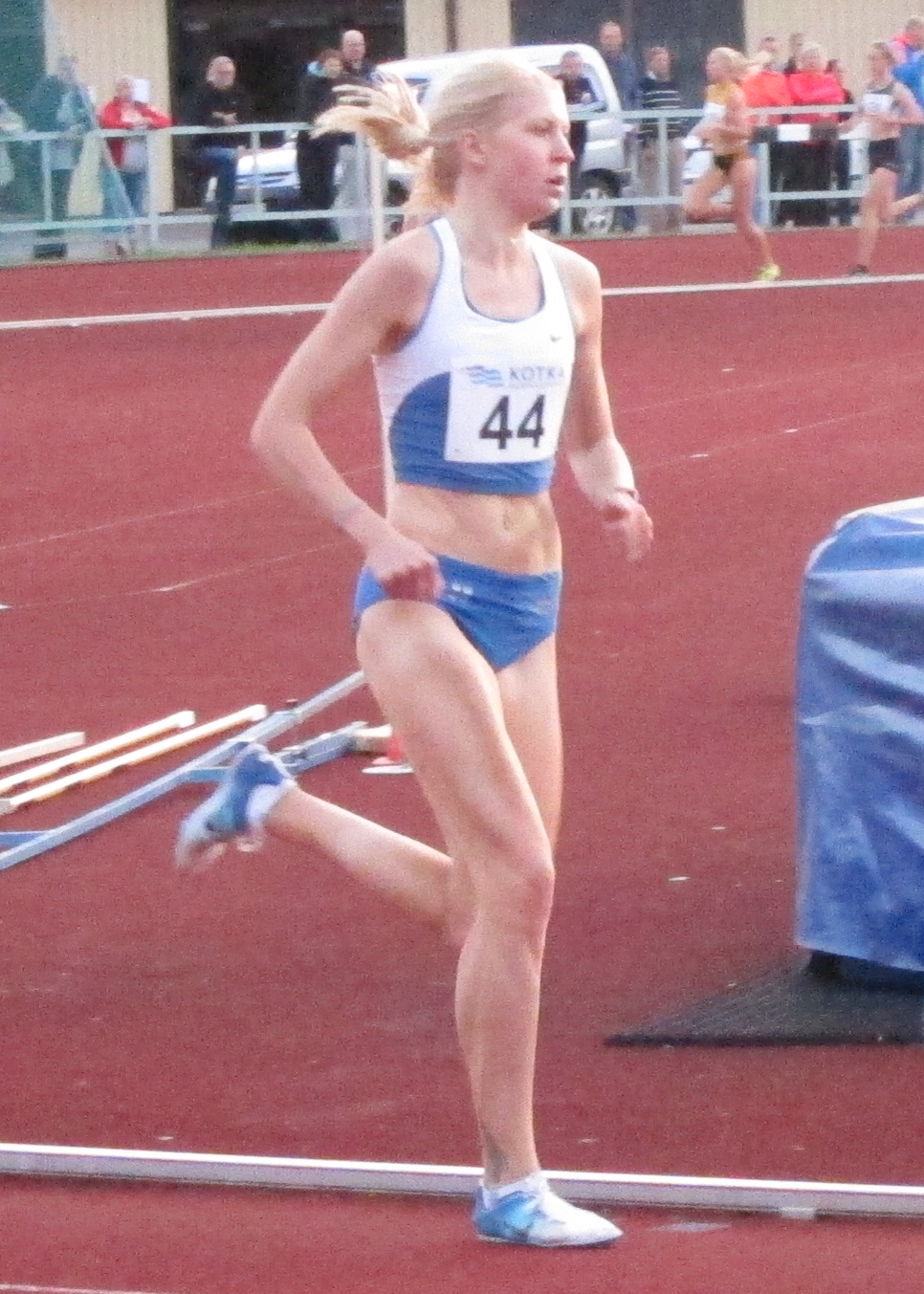
Sara Kuivisto kam nach ihrem neunten Platz im ersten Vorlauf nicht ins Finale

10. August 2018, 12:00 Uhr MESZ
| Platz | Name              | Land           | Zeit (min) |
| ----- | ----------------- | -------------- | ---------- |
| 1     | Laura Muir        | Großbritannien | 4:09,12    |
| 2     | Ciara Mageean     | Irland         | 4:09,35    |
| 3     | Marta Pen         | Portugal       | 4:09,40    |
| 4     | Angelika Cichocka | Polen          | 4:10,04 SB |
| 5     | Esther Guerrero   | Spanien        | 4:10,14    |
| 6     | Elise Vanderelst  | Belgien        | 4:10,30    |
| 7     | Kristiina Mäki    | Tschechien     | 4:10,35 SB |
| 8     | Jemma Reekie      | Großbritannien | 4:10,35    |
| 9     | Sara Kuivisto     | Finnland       | 4:11,39    |
| 10    | Diana Sujew       | Deutschland    | 4:12,08    |
| 11    | Anna Silvander    | Schweden       | 4:12,61    |
| 12    | Claudia Bobocea   | Rumänien       | 4:16,20    |

### Vorlauf 2

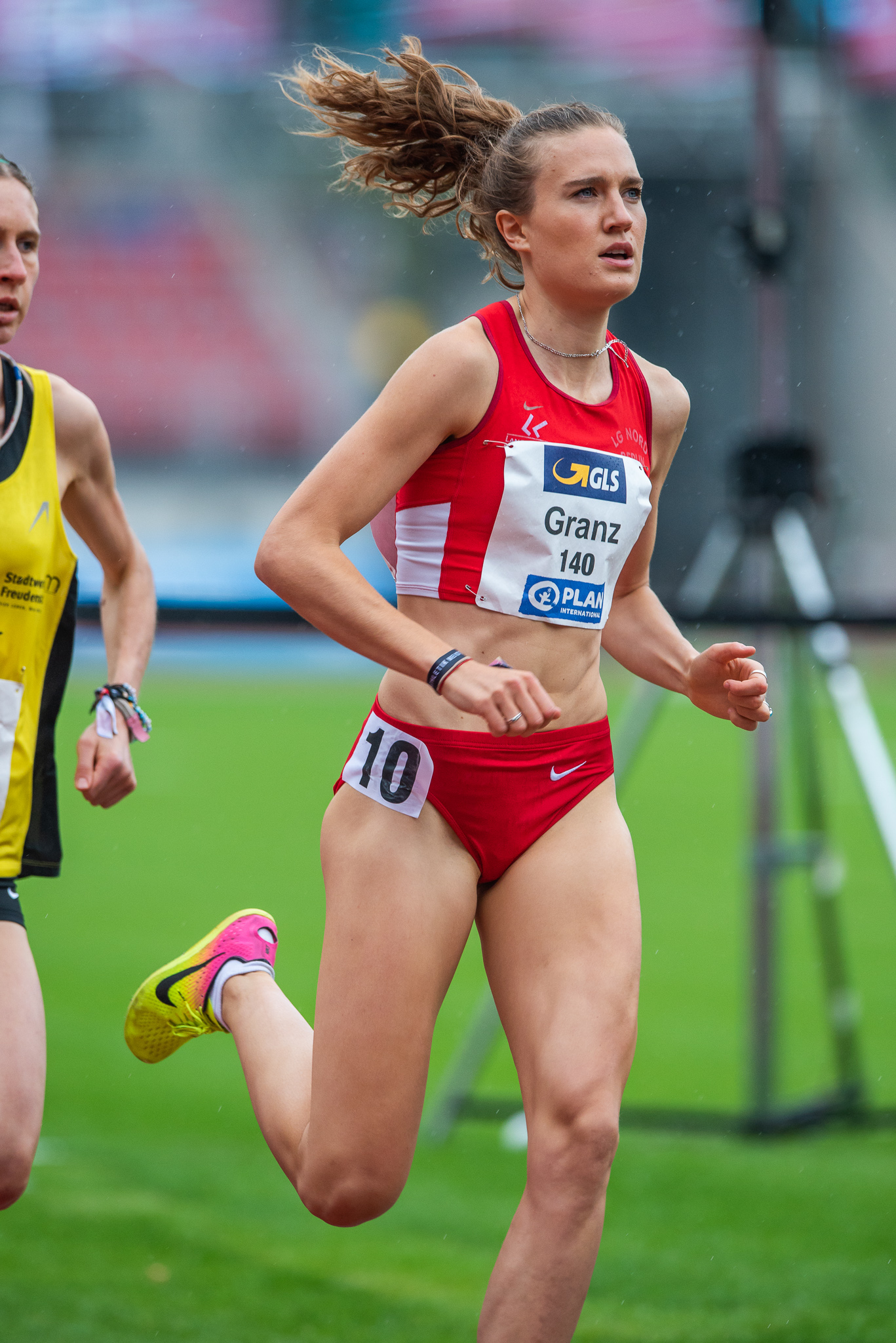
Caterina Granz – ausgeschieden als Neunte des zweiten Vorlaufs

10. August 2018, 12:09 Uhr MESZ
| Platz | Name                | Land           | Zeit (min) |
| ----- | ------------------- | -------------- | ---------- |
| 1     | Sofia Ennaoui       | Polen          | 4:08,60    |
| 2     | Laura Weightman     | Großbritannien | 4:08,74    |
| 3     | Marta Pérez         | Spanien        | 4:08,85    |
| 4     | Hanna Hermansson    | Schweden       | 4:08,98 PB |
| 5     | Simona Vrzalová     | Tschechien     | 4:09,11    |
| 6     | Darja Baryssewitsch | Belarus        | 4:09,32    |
| 7     | Diana Mezuliáníková | Tschechien     | 4:09,98    |
| 8     | Solange Pereira     | Spanien        | 4:10,63    |
| 9     | Caterina Granz      | Deutschland    | 4:11,46    |
| 10    | Delia Sclabas       | Schweiz        | 4:13,47    |
| 11    | Amela Terzić        | Serbien        | 4:17,22    |
| 12    | Natalia Evangelidou | Zypern         | 4:25,91    |

## Finale
12. August 2018, 20:00 Uhr MESZ
| Platz | Athletin            | Land           | Zeit (min) |
| ----- | ------------------- | -------------- | ---------- |
|       | Laura Muir          | Großbritannien | 4:02,32    |
|       | Sofia Ennaoui       | Polen          | 4:03,08    |
|       | Laura Weightman     | Großbritannien | 4:03,75    |
| 4     | Ciara Mageean       | Irland         | 4:04,63    |
| 5     | Simona Vrzalová     | Tschechien     | 4:06,47    |
| 6     | Marta Pen           | Portugal       | 4:06,54    |
| 7     | Hanna Hermansson    | Schweden       | 4:07,16 PB |
| 8     | Darja Baryssewitsch | Belarus        | 4:07,52    |
| 9     | Marta Pérez         | Spanien        | 4:07,65    |
| 10    | Diana Mezuliáníková | Tschechien     | 4:07,82    |
| 11    | Esther Guerrero     | Spanien        | 4:09,88    |
| 12    | Angelika Cichocka   | Polen          | 4:10,93    |

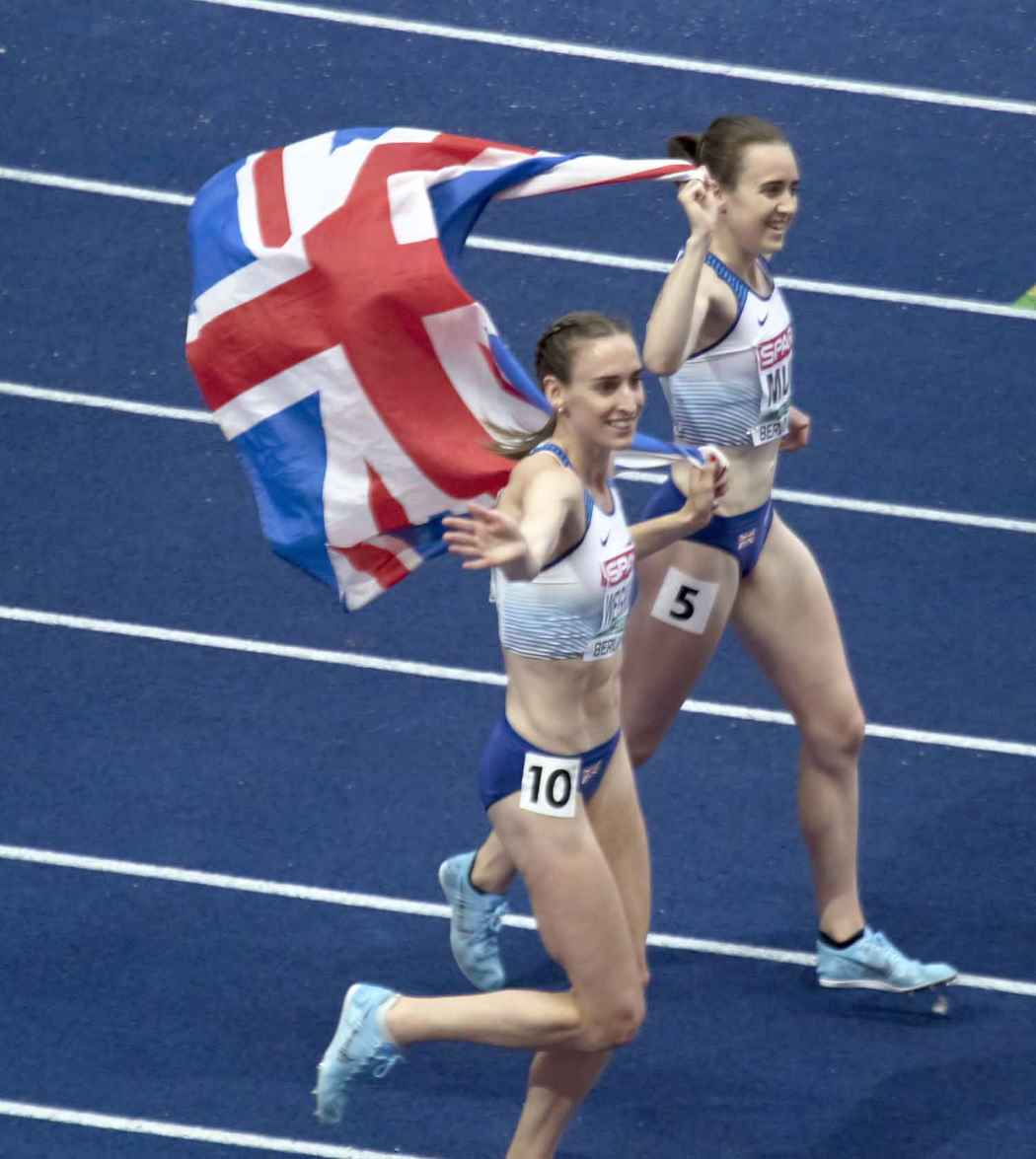
Ehrenrunde der beiden britischen Medaillengewinnerinnen Laura Muir, Europameisterin (rechts) und Laura Weightman, Bronzemedaillengewinnerin

Die niederländische Europameisterin von 2014 – Sifan Hassan –, die auch bei den Meisterschaften auf Weltniveau in den letzten Jahren sehr erfolgreich gewesen war, nahm hier in Berlin nicht am 1500-Meter-Lauf teil, sondern entschied sich für den am selben Tag terminierten 5000-Meter-Lauf, den sie dann gewann. Zum Kreis der Favoritinnen gehörten in erster Linie die beiden Britinnen Laura Muir – Vierte bei den Weltmeisterschaften 2017 – und Laura Weightman – WM-Sechste von 2017 – sowie die polnische Europameisterin von 2016 Angelika Cichocka und ihre Landsfrau Sofia Ennaoui, die als Siegerin des zweiten Halbfinalrennens zwei Tage vor diesem Finale einen starken Eindruck hinterlassen hatte.
Die beiden britischen Mitfavoritinnen gestalteten das Rennen von Beginn an von der Spitze aus. Zunächst führte Weightman bei einer recht mäßigen Rundenzeit von 1:09,54 min für die ersten vierhundert Meter. Anschließend übernahm Muir die Initiative und forcierte das Tempo deutlich. Die zweite Runde lief sie von der Spitze weg in 1:02,59 min. Auch im weiteren Verlauf blieb Muir mutig vorn und hielt das Tempo hoch – 1:01,89 min für die dritte Runde. An dieser Stelle war das Feld bereits auseinandergezogen, einige Läuferinnen hatten abreißen lassen müssen. An zweiter Stelle lag weiterhin Weightman vor Ennaoui und der Irin Ciara Mageean und der Spanierin Marta Pérez, aber Muirs Gegnerinnen hatten bereits Mühe, den Kontakt zu ihr nicht zu verlieren. Muir erarbeitete sich einen kleinen Vorsprung, der nach und nach immer größer wurde.
Pérez musste jetzt ganz abreißen lassen und verlor bis zum Ziel hin noch viele Positionen. Auch zwischen der zweitplatzierten Weightman und ihren Verfolgerinnen tat sich eine Lücke auf. Doch Ennaoui und Mageean kämpften sich wieder heran. Am Ende der Zielkurve zog Ennaoui dann an Weightman vorbei, während die führende Laura Muir enteilt war und sich den Europameistertitel mit deutlichem Vorsprung sicherte. Laura Weightman verteidigte ihren Bronzeplatz gegen Ciara Mageeans Angriff bis ins Ziel. Sofia Ennaoui gewann vor den beiden die Silbermedaille. Fünfte wurde die Tschechin Simona Vrzalová vor der Portugiesin Marta Pen. Die Ränge sieben und acht belegten in dieser Reihenfolge die Schwedin Hanna Hermansson und die Weißrussin Darja Baryssewitsch. Marta Pérez wurde am Ende Neunte.

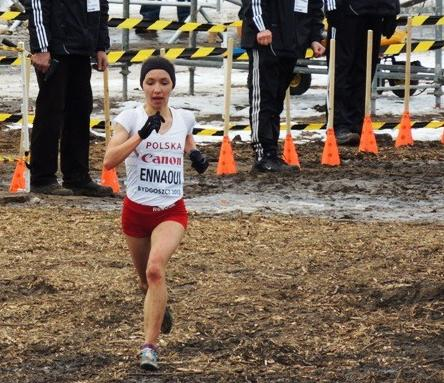
Vizeeuropameisterin Sofia Ennaoui – hier bei einem Crosslauf
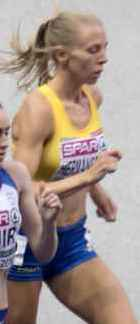
Hanna Hermansson belegte Rang sieben
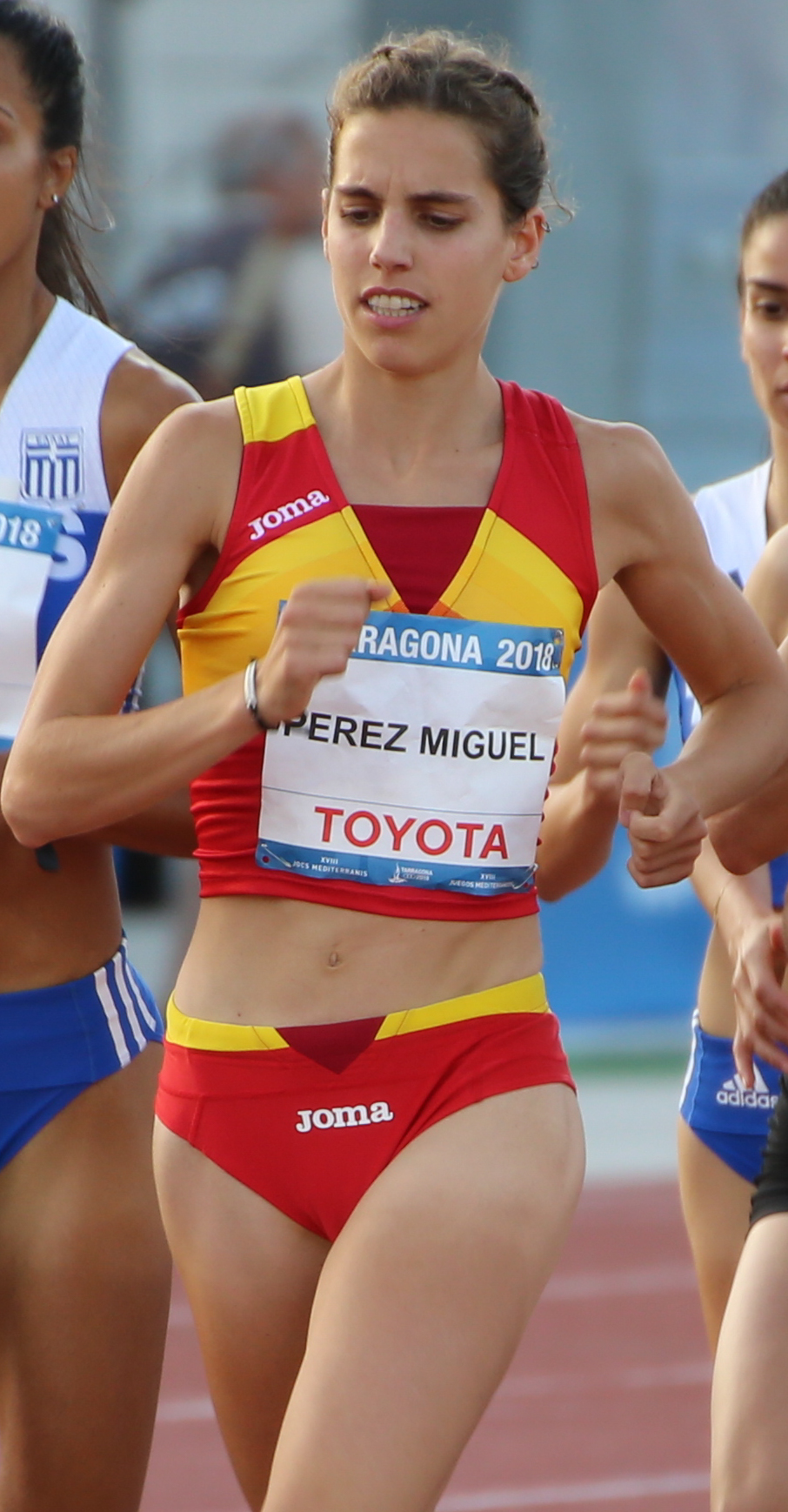
Marta Pérez kam auf den neunten Platz

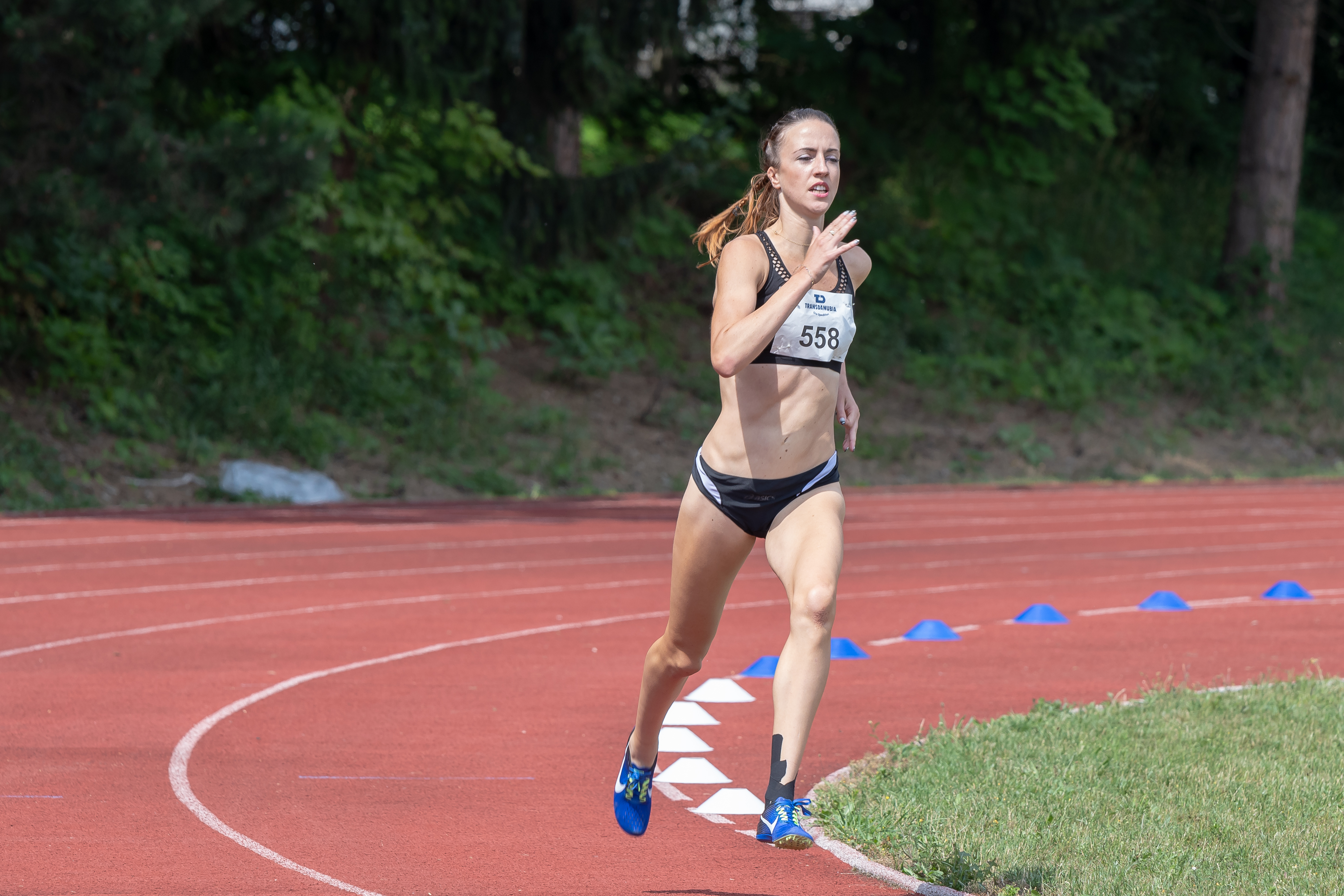
Rang zehn für Diana Mezuliáníková
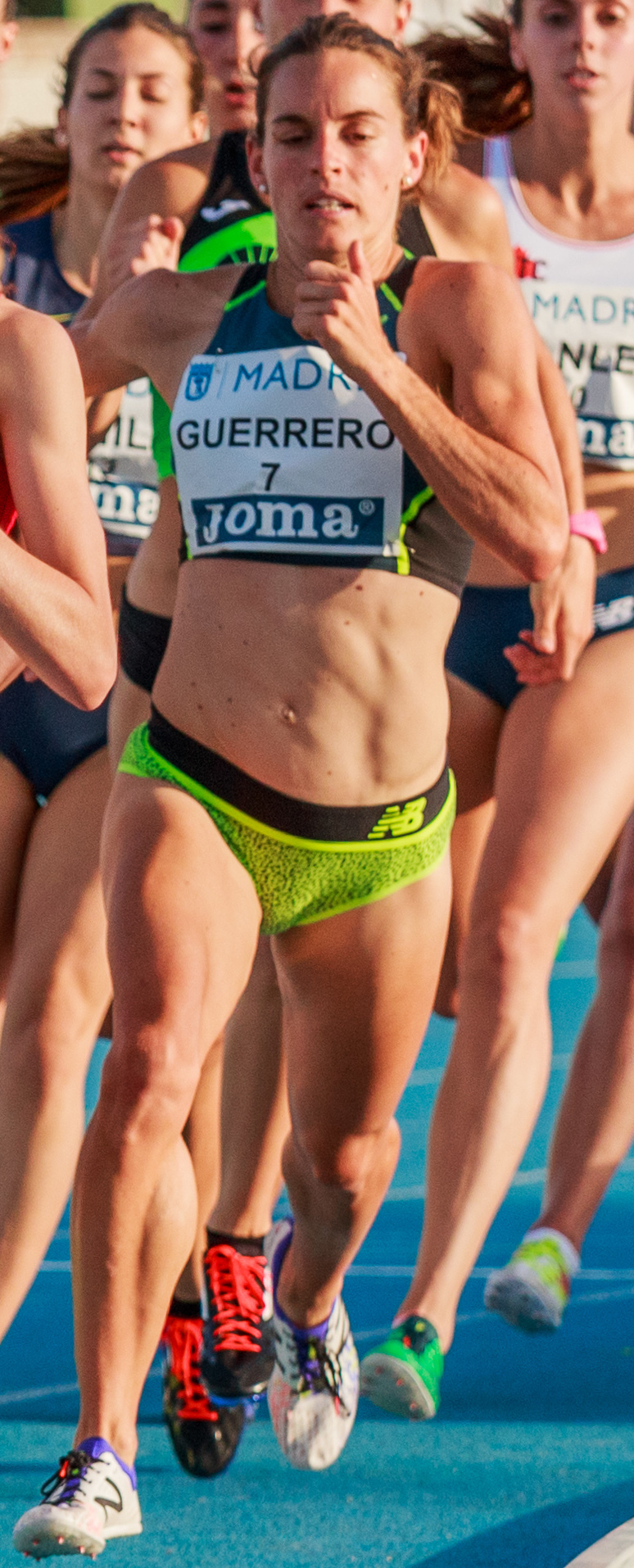
Esther Guerrero wurde Elfte
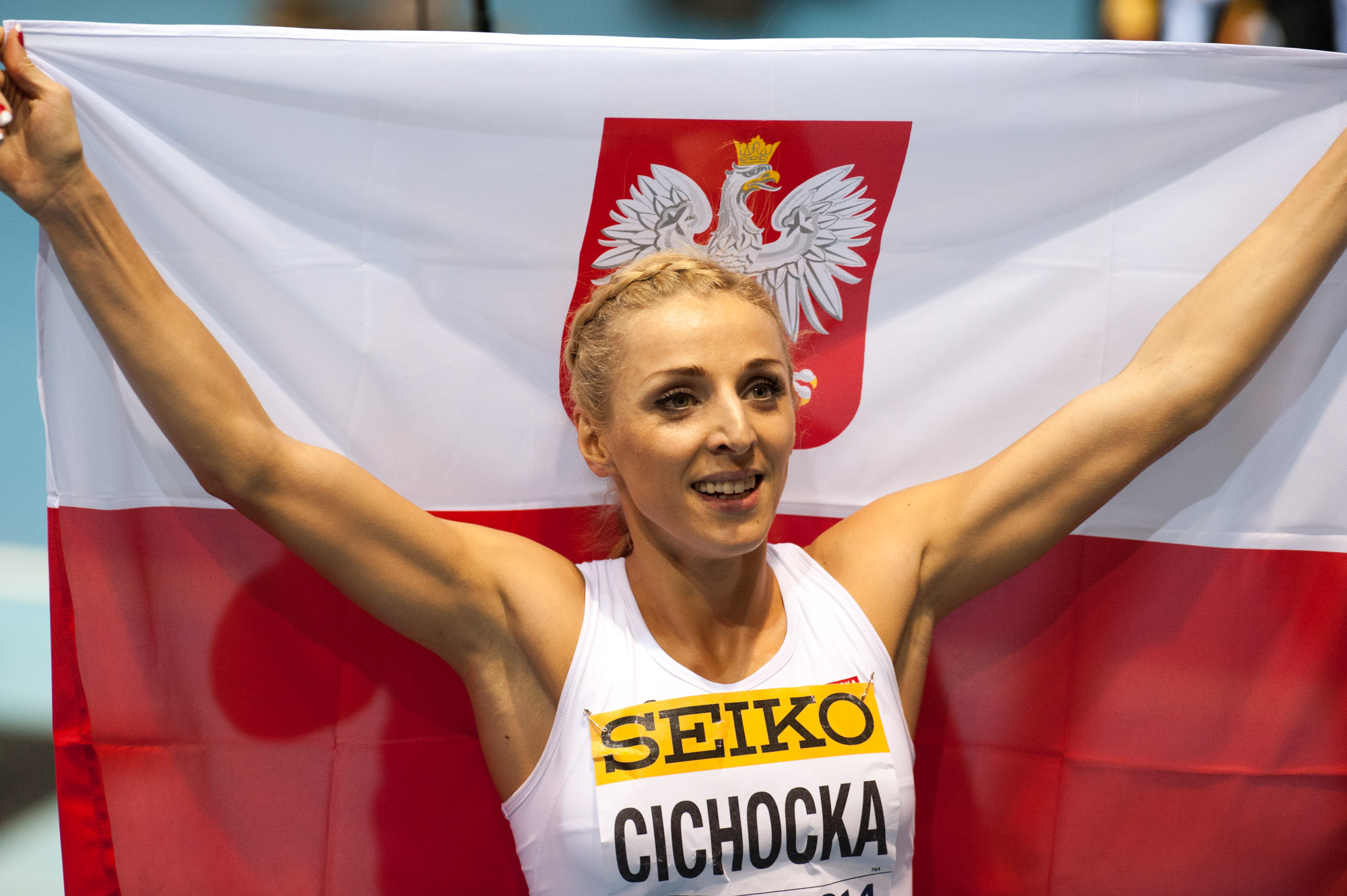
Angelika Cichocka – hier im Jahr 2014 – erreichte im Finale den zwölften Platz

## Videolinks
- Women's 1,500m Final | Berlin 2018, youtube.com, abgerufen am 29. März 2023
- Women's 1500m Heats | Berlin 2018, youtube.com, abgerufen am 29. März 2023